# خالد آيت الطالب
خالد آيت الطالب (مواليد سنة 1966) طبيب جرّاح وأستاذ جامعي وسياسي مغربي، عُين في 9 أكتوبر 2019 وزيرًا للصحة في حكومة العثماني الثانية. وأعيد تعيينه خلفا للوزيرة نبيلة الرميلي بعد إعفاءها.

## مسيرته
حصل على الدكتوراه في الطب من كلية الطب والصيدلة بمدينة الرباط.
عمل مديرا للمركز الاستشفائي الجامعي الحسن الثاني بفاس منذ 13 شتنبر 2004، ورئيسا لمصلحة الجراحة الباطنية بالمركز الاستشفائي الجامعي بفاس، و يشغل، أيضا، منصب رئيس تحالف المراكز الاستشفائية الجامعية بالمغرب منذ سنة 2016، ورئيس المجلس الإداري لمعهد الأبحاث حول السرطان.
أدخل البروفيسور خالد آيت طالب النظام المعلوماتي للمستشفيات المغربية، إضافة إلى نظام التوزيع الأوتوماتيكي للأدوية داخل المستشفى، فضلا عن تقنية الإنسان الآلي الجراحي(الروبوت) في العمليات الجراحية.
شارك آيت الطالب في العديد من المؤتمرات الدولية المهتمة بالطب، كما ساهم في تأطير العديد من الندوات والأيام الدراسية سواء على الصعيد الجهوي أو الوطني أو الدولي.